# Kristin Bührig
Kristin Bührig (* 1964 in Haspe) ist eine deutsche Germanistin.

## Leben
Nach der Promotion 1994 Reformulierende Handlungen. Zur Analyse sprachlicher Adaptierungsprozesse in institutioneller Kommunikation in Hamburg vertrat sie Professuren in Dortmund und Essen. Von 2006 bis 2007 lehrte sie als Professorin (W2) für Germanistische Linguistik mit dem Schwerpunkt Pragmatik und Medienkommunikation an der Universität Duisburg-Essen. Seit 2007 ist sie Professorin für Germanistische Linguistik mit dem Schwerpunkt Deutsch als Fremd- und Zweitsprache an der Universität Hamburg.
Ihre Schwerpunkte sind Linguistik des Deutschen als Zweit- und Fremdsprache, kontrastive Linguistik, mehrsprachige Kommunikation, translatorisches Handeln, institutionelle Kommunikation und interkulturelle Kommunikation.

## Schriften (Auswahl)
- Reformulierende Handlungen. Zur Analyse sprachlicher Adaptierungsprozesse in institutioneller Kommunikation. Tübingen 1996, ISBN 3-8233-4423-4.
- als Herausgeberin mit Angelika Redder: Sprachliche Formen und literarische Texte. Oldenburg 2000, ISBN 3-924110-65-4.
- als Herausgeberin mit Svend F. Sager: Nonverbale Kommunikation im Gespräch. Duisburg 2005, ISBN 3-924110-70-0.
- als Herausgeberin mit Stephan Schlickau: Argumentieren und Diskutieren. Frankfurt am Main 2017, ISBN 3-631-67322-1.